# Didier Luciani
Pour les articles homonymes, voir Luciani.
Didier Luciani, né le 18 octobre 1954 à Casablanca (Maroc)[réf. nécessaire], est un bibliste et théologien français. Spécialiste de l’Ancien Testament et de la législation biblique, il a enseigné à la faculté de théologie de l'Université catholique de Louvain (UCLouvain), dont il fut vice-doyen de 2011 à 2015. Depuis 2020, il est professeur émérite et poursuit ses recherches au sein de l’Institut RSCS (Religions, Spiritualités, Cultures, Sociétés).

## Biographie
Didier Luciani étudie à Jérusalem (1981-1984), à l’Institut d’Études Théologiques de Bruxelles (1984-1989) où il obtient un baccalauréat canonique en théologie, puis à l'Institut catholique de Paris (1989-1991) où il obtient une maîtrise en théologie et un diplôme supérieur en études bibliques. Il obtient un doctorat en théologie à l'UCLouvain en 2003, suivi d’un diplôme d’études approfondies en philosophie et lettres en 2007.
Ses recherches portent notamment sur le Lévitique et la législation biblique. Il a également enseigné à l’UNamur et à l’Université catholique de Lille.
Il est membre du Réseau de recherche en analyse narrative des textes bibliques (RRENAB) et secrétaire national de l'Association catholique française pour l'étude de la Bible (ACFEB). Il a codirigé, avec Jean-Pierre Sonnet, la collection « Le Livre et le Rouleau » aux éditions Lessius.

## Publications principales

### Ouvrages

#### Chez Lessius
- Avec Régis Burnet (éd.), La circoncision. Parcours biblique (Le livre et le rouleau, 40), 2013.
- Avec E. Di Pede et al., Révéler les œuvres de Dieu. Lecture narrative de Tobie (Le livre et le rouleau, 46), 2014.
- La sainteté pour tous : sublime ou ridicule ? Lévitique 19 (Péricopes), 2019.

#### Chez Peeters
- Sainteté et pardon. Vol. 1 : Structure littéraire du Lévitique ; Vol. 2 : Guide technique (Bibliotheca Ephemeridum Theologicarum Lovaniensium, 185 A & B), 2005.
- Avec Régis Burnet et Geert Van Oyen (éds), Le lecteur. Sixième colloque international du RRENAB, UCLouvain, mai 2012 (Bibliotheca Ephemeridum Theologicarum Lovaniensium, 273), 2015.
- Avec Hans Ausloos (éd.), Temporalité et intrigue. Hommage à André Wénin (Bibliotheca Ephemeridum Theologicarum Lovaniensium, 296), 2018.

#### Chez le Cerf
- Avec André Wénin (éd.), Le pouvoir. Enquêtes dans l’un et l’autre Testament (Lectio Divina, 248), 2012.
- Avec D. Noël, Samson, récit et histoire. Lectures de Juges 13–16 (Cahiers Évangile, 168), 2014.
- Les Animaux dans la Bible (Cahiers Évangile, 183), 2018.
- Parturientes impures et pécheresses. Lévitique 12 (Lectio Divina 279), 2022.

#### Autres éditeurs
- Le Lévitique. Éthique et esthétique (Connaître la Bible, 40), Bruxelles, Lumen Vitæ, 2005.
- Dina (Gn 34). Sexe, mensonges et idéaux (Langues et cultures anciennes, 13), Bruxelles, Safran, 2009.
- Avec J.-M. Auwers et R. Burnet (éds), L’antijudaïsme des Pères. Mythe ou réalité ? (Théologie Historique, 125), Paris, Beauchesne, 2017.